# Roberto Soriano
Roberto Soriano, né le 8 février 1991 à Darmstadt, est un footballeur international italien qui évolue au poste de milieu de terrain à l'US Salernitana.

## Biographie
Roberto Soriano est un joueur italien né en Allemagne d'origine italienne évoluant au poste de milieu de terrain axial. La famille de Roberto vient de Sperone, en Italie. Il est réputé pour avoir une belle technique individuelle et de bonnes qualités offensives.  
Formé au Bayern Munich, il est recruté par la Sampdoria en 2009. Il fera ses gammes en Serie B à Empoli où il réalise une bonne saison, avant de revenir chez les Bluerchiati. 
Le 6 juin 2019, il est acheté par le Bologna FC, où il était prêté depuis six mois, à l'instar de son compatriote Nicola Sansone. L'indemnité de transfert s'élève à 7,5 millions d'euros. 
En 2014, il est pour la première fois sélectionné en équipe d'Italie.

## Statistiques
| Saison                | Club                  | Championnat           | Championnat | Championnat | Coupe(s) nationale(s) | Coupe(s) nationale(s) | Compétition(s) continentale(s) | Compétition(s) continentale(s) | Compétition(s) continentale(s) | Italie | Italie | Total | Total |
| Saison                | Club                  | Division              | M.          | B.          | M.                    | B.                    | Comp.                          | M.                             | B.                             | M.     | B.     | M.    | B.    |
| 2010-2011             | Empoli FC (prêt)      | Serie B               | 27          | 2           | 2                     | 0                     | -                              | -                              | -                              | -      | -      | 29    | 2     |
| Sous-total            | Sous-total            | Sous-total            | 27          | 2           | 2                     | 0                     | -                              | -                              | -                              | -      | -      | 29    | 2     |
| 2011-2012             | Sampdoria Gênes       | Serie B               | 13          | 1           | 3                     | 0                     | -                              | -                              | -                              | -      | -      | 16    | 1     |
| 2012-2013             | Sampdoria Gênes       | Serie A               | 24          | 0           | 1                     | 0                     | -                              | -                              | -                              | -      | -      | 25    | 0     |
| 2013-2014             | Sampdoria Gênes       | Serie A               | 29          | 5           | -                     | -                     | -                              | -                              | -                              | -      | -      | 29    | 5     |
| 2014-2015             | Sampdoria Gênes       | Serie A               | 33          | 4           | 2                     | 0                     | -                              | -                              | -                              | 6      | 0      | 41    | 4     |
| 2015-2016             | Sampdoria Gênes       | Serie A               | 37          | 8           | 1                     | 0                     | C3                             | 2                              | 0                              | 2      | 0      | 42    | 8     |
| Sous-total            | Sous-total            | Sous-total            | 136         | 18          | 7                     | 0                     | -                              | 2                              | 0                              | 8      | 0      | 153   | 18    |
| Total sur la carrière | Total sur la carrière | Total sur la carrière | 163         | 20          | 9                     | 0                     | -                              | 2                              | 0                              | 8      | 0      | 182   | 20    |